# Pietra Parcellara
La pietra Parcellara è una montagna dell'Appennino ligure situata in val Trebbia, sul confine tra i comuni di Bobbio, a cui appartiene il versante sud-occidentale, e Travo, a cui appartiene il versante nord-orientale, in provincia di Piacenza.
Ofiolite di serpentino nero, pur se non particolarmente alto (836 m s.l.m.), domina le colline circostanti da cui sporge bruscamente staccandosi per morfologia, colore e imponenza. Insieme alla vicina Pietra Perduca, fa parte del sito SIC-ZSC della Pietra Parcellara e Pietra Perduca. Permette, dalla sua cima, una visione panoramica della valle della Dorba di Bobbiano e della bassa val Trebbia a nord, della media val Trebbia con la conca di Bobbio e il monte Penice a sud-ovest e della val Perino a sud-est.

## Geologia

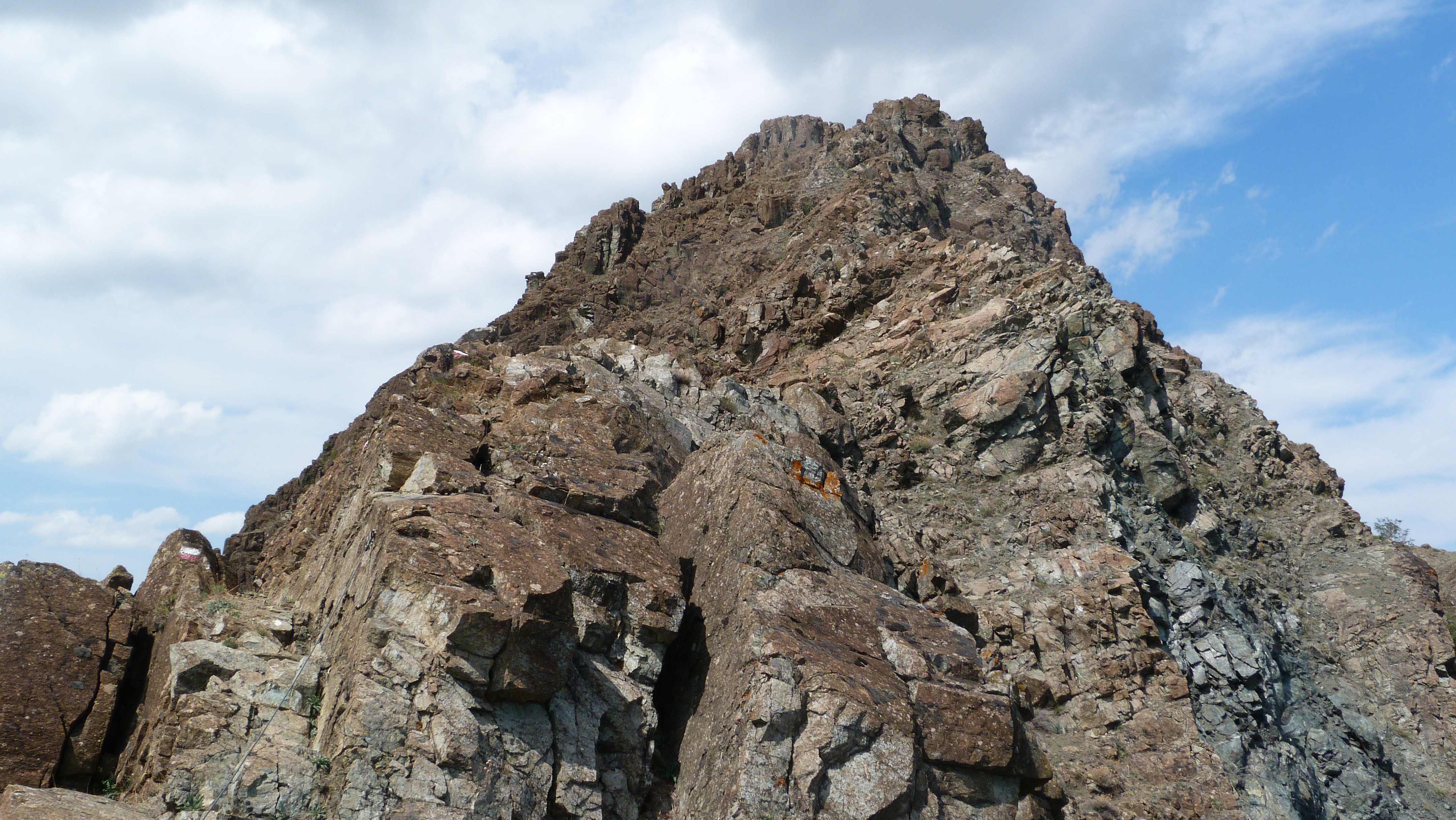
Vista sulla cresta sud

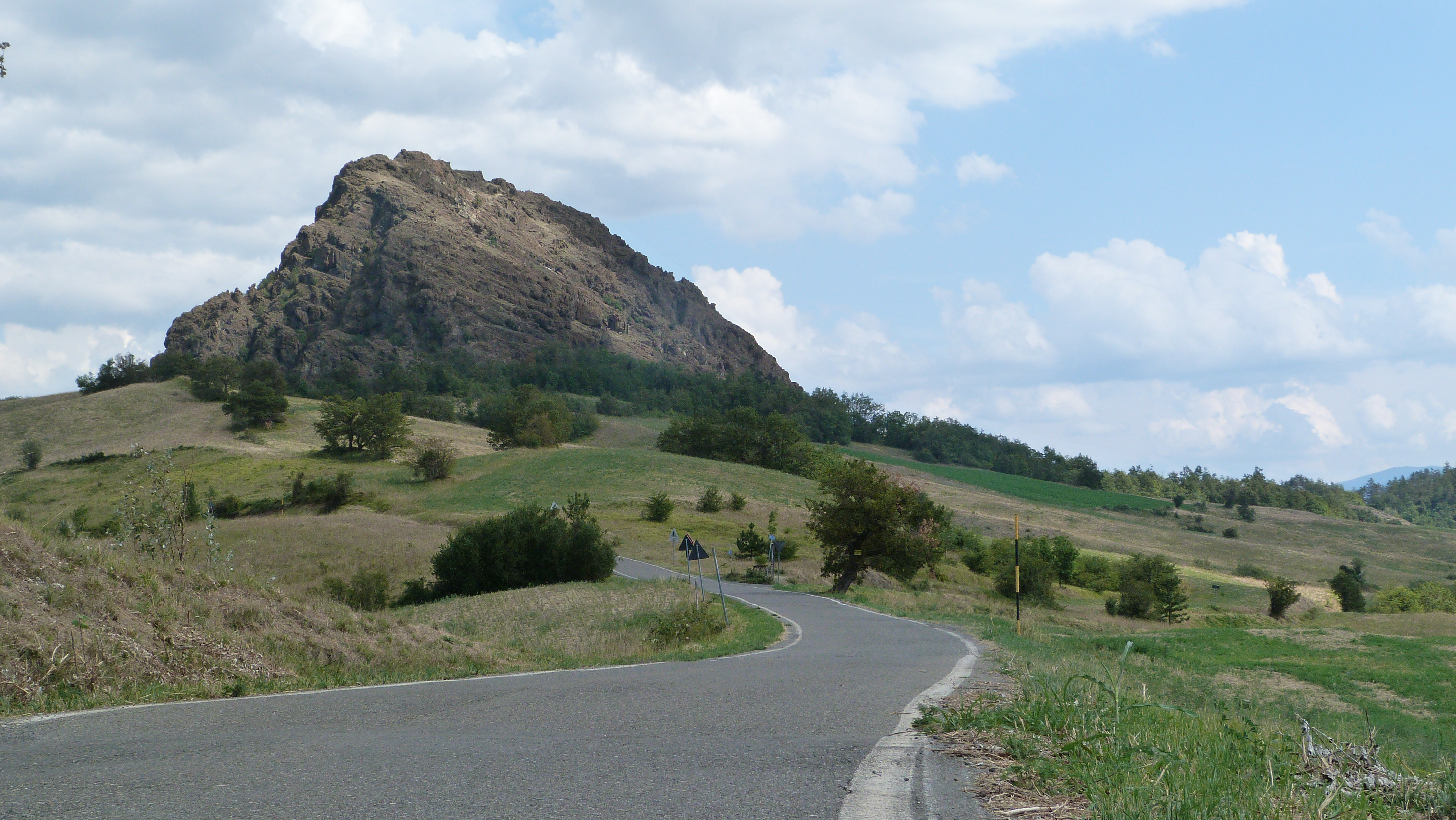
Vista del versante meridionale dalla strada provinciale 68

Si tratta di un lembo di mantello terrestre, di natura serpentinica, a causa dell'alterazione dei minerali femici e ultrafemici costituenti la litosfera oceanica dell'allora Tetide. finito sul fondo dell'oceano Ligure prima della sua chiusura, avvenuta circa 200 milioni di anni fa, a seguito di una frana sottomarina (olistostroma) che ha interessato un rilievo impostato sul mantello che costituiva il fondo dell'oceano. Questo lembo è stato così inglobato, quale olistolite, nella formazione geologica, ricca di componente argillosa, che in quel momento si andava depositando sul fondo, la quale è nota con la denominazione di complesso caotico o complesso di Pietra Parcellara.
Una volta creatosi il rilievo appenninico, i processi di degradazione meteorica e l'azione delle acque dilavanti hanno portato la dura massa serpentinica ad emergere, a causa del fenomeno dell'erosione differenziale, portandola a dominare il paesaggio circostante, composto in prevalenza da argille scagliose.

## Storia
In epoca medievale entrò a far parte dei possedimenti del monastero di San Paolo di Mezzano Scotti, passando, in seguito, alla famiglia Malaspina in epoca imprecisata. Nel 1120 Piacenza e le truppe guelfe occuparono la zona nel corso della guerra condotta contro i ghibellini bobbiesi, tuttavia i Malaspina riuscirono a resistere e, in seguito, a rioccupare l'area. Nel 1155 venne ceduta dai Malaspina alla nobile famiglia dei Perducca, ma, pochi anni dopo, nel 1164 il castello risultava ancora tra i beni della famiglia Malaspina. Nel 1170 la zona della Pietra Parcellara, ritornata nel frattempo nelle dipendenze della famiglia Perducca, nello specifico di Oberto, venne nuovamente attaccata da parte delle truppe guelfe piacentine, le quali posero sotto assedio il castello. Nel 1269 il castello venne definitivamente distrutto.
Con la creazione dei comuni, in età napoleonica, la Pietra Parcellara, seguendo le sorti di Mezzano Scotti, venne interamente inclusa nel territorio comunale di Travo a cui rimase fino al passaggio della parte meridionale sotto il comune di Bobbio, avvenuto nel 1927, contestualmente al distacco della zona di Mezzano Scotti dal comune di Travo e al suo inserimento nel comune di Bobbio.

## Accessi

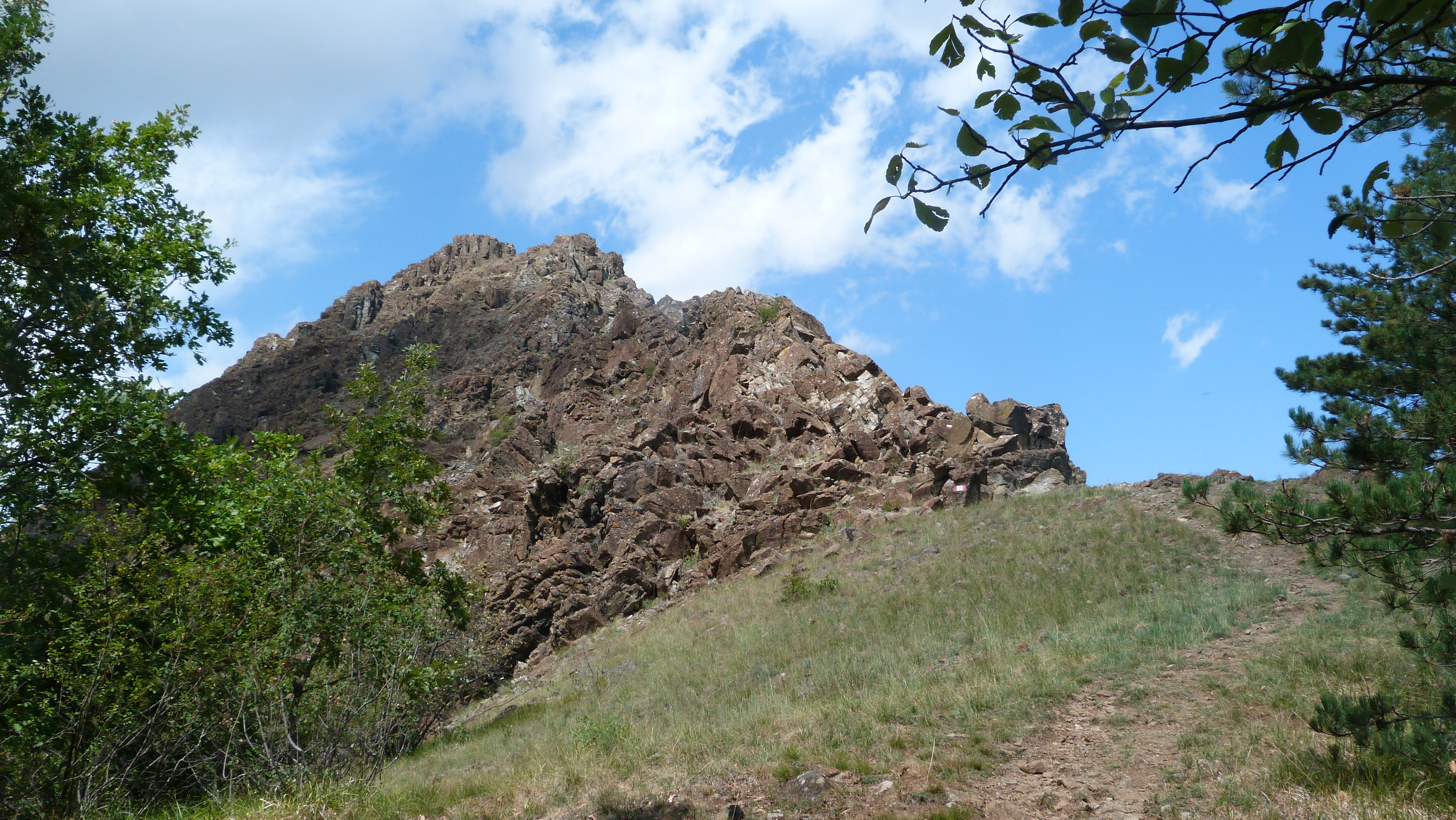
Vista integrale sulla cresta sud

Si può arrivare ai piedi della montagna attraverso due strade asfaltate: la strada provinciale 68 di Bobbiano che permette l'accesso da nord, da Travo, attraversando la frazione di Chiosi di Bobbiano, e da sud, dal passo della Caldarola, e una strada comunale che sale da Perino, frazione di Coli passando per Donceto, frazione di Travo, e Brodo, frazione di Bobbio, da cui si dirama un sentiero segnalato con i segnavia del CAI che permette di raggiungere la vetta, fino a ricongiungersi alla strada provinciale 68 a sud del rilievo.

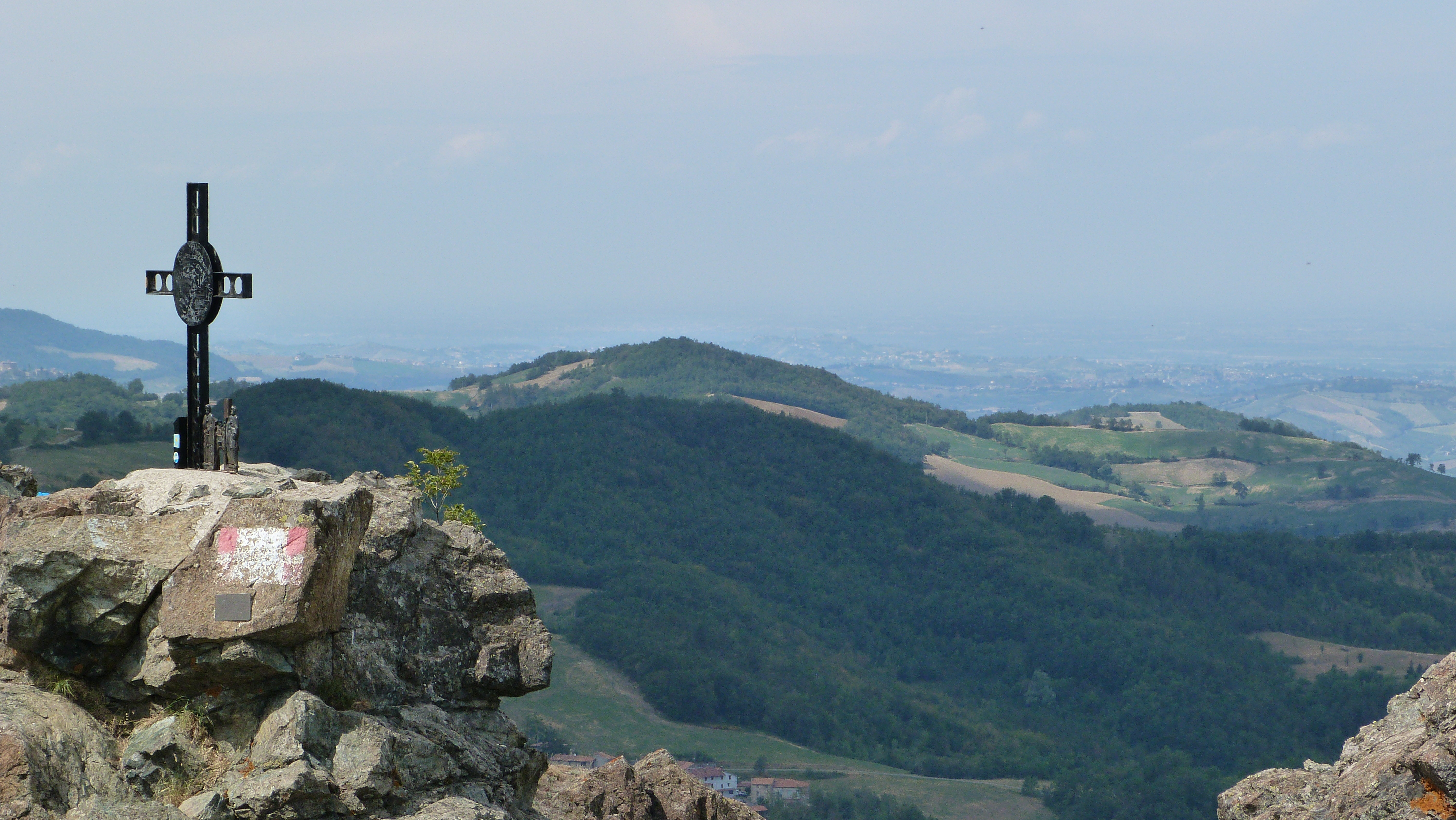
Panorama dalla vetta

La cima può essere raggiunta tramite due accessi, rispettivamente posti a sud-est e a nord-ovest del rilievo:
- Da Brodo (versante sud-est):

La cima è raggiungibile da sud tramite il sentiero CAI 169, che si dirama dalla strada comunale asfaltata poco prima della frazione di Brodo; il sentiero raggiunge, dopo aver incrementato la propria quota attraversando prima un bosco di querce e poi uno di conifere, la sella che divide la Pietra Parcellara dalla Pietra Marcia. Da questo punto la salita diventa più impegnativa per la presenza di diversi risalti rocciosi da superare; il percorso è costantemente in cresta o nelle vicinanze del crinale e non presenta protezioni naturali sulle pareti a strapiombo. Prima di raggiungere la vetta è presente una parete verticale da percorrere in discesa, azione facilitata dalla presenza d un cavo d'acciaio.
- Dall'oratorio della Madonna di Caravaggio (versante nord-ovest):

Il sentiero, dotato di segnavia CAI, parte nei pressi dell'oratorio della Madonna di Caravaggio, posto a circa 730 m s.l.m. e, dal bosco in cui si trova l'edificio religioso, esce in breve tempo allo scoperto su un tratto roccioso posto sulla cresta ovest del rilievo, per poi proseguire verso la vetta, che si può raggiungere in circa 20 minuti.